# Монтрёй-ан-Ож
Монтрёй-ан-Ож (фр. Montreuil-en-Auge) — коммуна во Франции, находится в регионе Нижняя Нормандия. Департамент коммуны — Кальвадос. Входит в состав кантона Камбреме. Округ коммуны — Лизьё.
Код INSEE коммуны — 14448.

## Население
Население коммуны на 2010 год составляло 46 человек.
| 1962 | 1968 | 1975 | 1982 | 1990 | 1999 | 2010 |
| ---- | ---- | ---- | ---- | ---- | ---- | ---- |
| 58   | 51   | 40   | 42   | 42   | 53   | 46   |

## Экономика
В 2010 году среди 31 человека трудоспособного возраста (15—64 лет) 26 были экономически активными, 5 — неактивными (показатель активности — 83,9 %, в 1999 году было 74,2 %). Из 26 активных жителей работали 24 человека (17 мужчин и 7 женщин), безработных было 2 (1 мужчина и 1 женщина). Среди 5 неактивных 2 человека были учениками или студентами, 1 — пенсионером, 2 были неактивными по другим причинам.